# Communauté de communes Dieulefit-Bourdeaux
Die Communauté de communes Dieulefit-Bourdeaux ist ein französischer Gemeindeverband mit Rechtsform einer Communauté de communes in der Südhälfte des Départements Drôme, dessen Verwaltungssitz sich in dem namensgebenden Ort Dieulefit befindet. Der Gemeindeverband besteht aus 21 Gemeinden auf einer Fläche von 370,19 km², sein Präsident ist Jean-Marc Audergon.

## Geschichte
Die am 28. Dezember 1992 gegründete Communauté de communes du Pays de Dieulefit entsprach zunächst dem Kanton Dieulefit mit 15 Gemeinden. Manas war zeitweise die 16. Mitgliedsgemeinde, bis sie zum 1. Januar 2014 in die neu gegründete Communauté d’agglomération Montélimar-Agglomération überwechselte. Zum selben Datum stießen sechs weitere Gemeinden aus dem damaligen Kanton Bourdeaux hinzu: Bézaudun-sur-Bîne, Bourdeaux, Bouvières, Crupies, Les Tonils und Truinas. Anfang 2015 änderte der Verband seinen Namen in Dieulefit-Bourdeaux.

## Aufgaben
Zu den vorgeschriebenen Kompetenzen gehören die Entwicklung und Förderung wirtschaftlicher Aktivitäten und des Tourismus sowie die Raumplanung auf Basis eines Schéma de Cohérence Territoriale. Der Gemeindeverband bestimmt die Wohnungsbaupolitik und betreibt die Müllabfuhr und -entsorgung. Zusätzlich baut und unterhält der Verband Kultureinrichtungen und fördert Veranstaltungen in den Bereichen Kultur und Sport.

## Mitgliedsgemeinden
Folgende 21 Gemeinden gehören der Communauté de communes Dieulefit-Bourdeaux an:
| Gemeinde                                   | Einwohner 1. Januar 2022 | Fläche km² | Dichte Einw./km² | Code INSEE | Postleitzahl |
| ------------------------------------------ | ------------------------ | ---------- | ---------------- | ---------- | ------------ |
| Aleyrac                                    | 53                       | 6,65       | 8                | 26003      | 26770        |
| Bézaudun-sur-Bîne                          | 71                       | 17,97      | 4                | 26051      | 26460        |
| Bourdeaux                                  | 682                      | 23,11      | 30               | 26056      | 26460        |
| Bouvières                                  | 149                      | 25,05      | 6                | 26060      | 26460        |
| Comps                                      | 137                      | 11,88      | 12               | 26101      | 26220        |
| Crupies                                    | 97                       | 13,16      | 7                | 26111      | 26460        |
| Dieulefit                                  | 3.204                    | 27,42      | 117              | 26114      | 26220        |
| Eyzahut                                    | 153                      | 6,66       | 23               | 26131      | 26160        |
| La Bégude-de-Mazenc                        | 1.739                    | 23,62      | 74               | 26045      | 26160        |
| Le Poët-Laval                              | 958                      | 31,22      | 31               | 26243      | 26160        |
| Les Tonils                                 | 22                       | 13,00      | 2                | 26351      | 26460        |
| Montjoux                                   | 322                      | 18,35      | 18               | 26202      | 26220        |
| Orcinas                                    | 39                       | 5,27       | 7                | 26222      | 26220        |
| Pont-de-Barret                             | 659                      | 16,60      | 40               | 26249      | 26160        |
| Rochebaudin                                | 119                      | 7,56       | 16               | 26268      | 26160        |
| Roche-Saint-Secret-Béconne                 | 477                      | 33,23      | 14               | 26276      | 26770        |
| Salettes                                   | 143                      | 6,98       | 20               | 26334      | 26160        |
| Souspierre                                 | 108                      | 5,25       | 21               | 26343      | 26160        |
| Teyssières                                 | 66                       | 28,09      | 2                | 26350      | 26220        |
| Truinas                                    | 143                      | 8,64       | 17               | 26356      | 26460        |
| Vesc                                       | 251                      | 40,48      | 6                | 26373      | 26220        |
| Communauté de communes Dieulefit-Bourdeaux | 9.592                    | 370,19     | 26               | –          | –            |